# Challenger Salinas 2013
Il Challenger Salinas 2013, noto anche come Challenger ATP de Salinas Diario Expreso, è stato un torneo di tennis facente parte della categoria ATP Challenger Tour nell'ambito dell'ATP Challenger Tour 2013. È stata la 18ª edizione del torneo che si è giocata a Salinas in Ecuador dal 25 febbraio al 3 marzo 2013 su campi in terra rossa e aveva un montepremi di $35,000+H.

## Partecipanti singolare

### Teste di serie
| Nazionalità | Giocatore              | Ranking* | Testa di serie |
| ----------- | ---------------------- | -------- | -------------- |
| Paesi Bassi | Thiemo de Bakker       | 111      | 1              |
| Brasile     | Rogério Dutra da Silva | 117      | 2              |
| Brasile     | João Souza             | 133      | 3              |
| Cile        | Paul Capdeville        | 144      | 4              |
| Serbia      | Boris Pašanski         | 174      | 5              |
| Argentina   | Agustín Velotti        | 186      | 6              |
| Cile        | Jorge Aguilar          | 188      | 7              |
| Italia      | Gianluca Naso          | 196      | 8              |

- Ranking al 18 febbraio 2013.

### Altri partecipanti
Giocatori che hanno ricevuto una wild card:
- Lucas Dages
- Diego Hidalgo
- Nicolás Massú
- Pere Riba

Giocatori che sono passati dalle qualificazioni:
- Jean Andersen
- Josef Kovalik
- Gonzalo Lama
- Stefano Travaglia

## Partecipanti doppio

### Teste di serie
| Nazionalità | Giocatore        | Nazionalità | Giocatore          | Ranking* | Testa di serie |
| ----------- | ---------------- | ----------- | ------------------ | -------- | -------------- |
| Australia   | Jordan Kerr      | Svezia      | Andreas Siljeström | 217      | 1              |
| Argentina   | Facundo Bagnis   | Brasile     | João Souza         | 255      | 2              |
| Paesi Bassi | Thiemo de Bakker | Stati Uniti | Nicholas Monroe    | 280      | 3              |
| Sudafrica   | Jean Andersen    | Sudafrica   | Izak van der Merwe | 336      | 4              |

- Ranking al 18 febbraio 2013.

### Altri partecipanti
Coppie che hanno ricevuto una wild card:
- Sam Barnett /  Cătălin-Ionuț Gârd
- Lucas Dages /  Nicolás Massú
- Diego Hidalgo /  Agustín Velotti

## Vincitori

### Singolare
Alejandro González ha battuto in finale  Renzo Olivo con il punteggio di 4–6, 6–3, 7–6(7).

### Doppio
Sergio Galdós /  Marco Trungelliti hanno battuto in finale  Jean Andersen /  Izak van der Merwe con il punteggio di 6–4, 6–4.